# Beny Fernández
Benigno Fernández (Vigo, 4 de gener de 1950), més conegut com a Beny Fernández, va ser un destacat pilot de ral·li habitual del Campionat d'Espanya de Ral·lis d'Asfalt dels anys 70 i 80, on va aconseguir el subcampionat els anys 1976, 1981 i 1983. També va disputar proves del Campionat Mundial de Ral·lis com el Ral·li de Monte-Carlo o el Ral·li de Portugal, així com proves del Campionat d'Europa de Ral·lis.
Beny Fernández comença a disputar ral·lis a Galícia l'any 1969 amb un SEAT 850. Debuta al campionat europeu l'any 1974 i al campionat mundial l'any 1975, en ambdues ocasions al volant d'un BMW 2002. L'any 1977 acaba en quarta posició el campionat europeu amb un Ford Escort. Posteriorment correra amb FIAT i amb Opel, fins que l'any 1981 fitxa per la marca Porsche, on hi estarà fins al 1985 que retorna a Opel, on es retirarà al 1989.
Un cop retirat, ha regentat un concessionari de cotxes d'alta gamma a Vigo, mentre que també a la ciutat viguesa ha creat una galeria d'art, Espacio Beny, on s'exposen i venen obres pictòriques i escultòriques de gran renom nacional i internacional.